# Mercedes-Benz W164
Mercedes-Benz W164 — второе поколение внедорожников M-класса от немецкой автомобильной марки Mercedes-Benz. Дебют состоялся на Североамериканском международном автосалоне в январе 2005 года с началом производства в апреле того же года. Внешний вид автомобиля был полностью пересмотрен: модель возросла по габаритам, экстерьер стал более спортивным и аэродинамическим.
В 2006 году новый M-класс был назван «Лучшим новым SUV» в 2006 году по версии Ассоциации автомобильных журналистов Канады. Тогда же была представлена высокопроизводительная модификация от подразделения Mercedes-AMG под названием ML63 AMG с 6.3-литровым двигателем мощностью в 510 лошадиных сил.
В 2008 году модель претерпела рестайлинг, который затронул внешний и внутренний вид автомобиля, а также модельный ряд двигателей. Чуть позже компанией были представлены две специальные серии — Edition 10 и Grand Edition, — с особым экстерьером и салоном автомобилей.
Производство второго поколения M-класса завершилось в июне 2011 года, а на смену ему пришли автомобили серии Mercedes-Benz W166.

## История

### Проектирование
Работа над преемником модели Mercedes-Benz W163 началась ещё в 1999 году. К концу 2001 года были завершены работы по проекту дизайна автомобиля, над которым трудился Стив Маттин под строгим руководством Петера Пфайффера. Окончательно все документы были утверждены исполнительным советом компании в 2002 году. Патенты на промышленные образцы были поданы в Германии 10 июня 2003 года, а в США — 25 июля. Тестирование прототипа проводилось на протяжении 2003 и 2004 годов и завершилось в начале 2005 года. Всего на создание второго поколения M-класса было потрачено около 6 лет. Концерн DaimlerChrysler инвестировал значительные средства в собственный завод в городе Тускалуса (Алабама): более 600 миллионов долларов были предназначены для сборочных линий автомобилей W164 и R-класса, который компания планировала представить в следующим году.

### Дебют (2005)
Mercedes-Benz ML 320 CDI, 2007 год
Концерн DaimlerChrysler анонсировал новый M-класс ещё в декабре 2004 года. Дебют W164 модели состоялся на Североамериканском международном автосалоне в январе 2005 года. В сравнении с первым поколением автомобиль был полностью модернизирован: он стал на 71 мм шире, на 150 мм длиннее и на 5 мм ниже, чем его предшественник, а благодаря кропотливой работе над кузовом коэффициент лобового сопротивления снизился с 0,40 у первого поколения до 0,34. Колёсная база также увеличился на 95 мм составив 2915 мм. Качество конструкции повысилось за счёт применения полностью оцинкованного кузова с дополнительной защитой от коррозии при помощи органического покрытия в определённых точках и больших пластиковых панелей, установленных на днище. Платформа, которую использовали для сборки W164, была разделена новым GL-классом и отличалась цельностью компонентов, в отличие от предшествующей модели (W163).
Новые возможности M-класса включали 7-ступенчатую автоматическую коробку передач 7G-Tronic (компания отказалась от использования механической КПП), опциональную адаптивную систему переднего освещения (AFS) с би-ксеноновыми фарами, а также регулируемую по высоте пневматическую подвеску. Рычаг КПП был перенесён на рулевую колонку. Система постоянного полного привода 4MATIC сохранилась, оснащённая электронной системой тягового усилия на четыре колеса (4-ETS). В большинстве стран, кроме США, в качестве опции был доступен пакет Off-Road Pro с функцией блокировки заднего и межосевого дифференциалов, пониженной передачей и регулируемым клиренсом.
Модельный ряд состоял из бензиновых ML350 (3,5 л V6, 272 л. с.) и ML500 (5,0 л V8, 306 л. с.,) и турбодизельных 3,0 л V6 с системой CR нового поколения (их дебют состоялся вместе с премьерой нового M-класса) ML280 CDI (190 л. с.) и ML320 CDI (224 л. с.). Скорость разгона топовой модификации с пятилитровым 306-сильным силовым агрегатом с 0 до 100 км/ч составляла 6,9 секунды — это почти на секунду быстрее, чем двигатель предыдущего поколения.
В 2006 году на Североамериканском международном автосалоне компания представила высокопроизводительную модификацию ML63 AMG. Модель оснастили 6.3-литровым двигателем M156 мощностью в 510 л. с. (380 кВт) и крутящим моментов в 630 Н·м. Производство было налажено в Аффальтербахе, Германия.
За первые два года производства второго поколения M-класса было выпущено 250 000 единиц автомобиля. В 2007 году были проведены работы над рестайлингом модели. Новые решения были запатентованы на внутреннем рынке Германии 23 ноября 2007 года.

### Рестайлинг (2008—2011)
Mercedes-Benz ML 300 CDI после рестайлинга
Рестайлинговая версия автомобиля была представлена в марте 2008 года на международном автосалоне в Нью-Йорке. В продаже у дилеров модель стала доступна с осени 2008 года. Изменения во внешнем виде коснулись бамперов и передней оптики, решётки радиатора (она была увеличена в размерах и оснащена хромированными вставками по краям). Задняя часть кузова получила видоизменённые бампер с интегрированными отражателями и фонарь заднего хода, а также тонированные стёкла оптики. Рейлинги на крыше и большие наружные зеркала были установлены в качестве стандартного оборудования. В салоне появилось новое многофункциональное рулевое колесо с хромированной отделкой в дизайне с четырьмя спицами, обтянутыми кожей. Дверная фурнитура была покрыта искусственной кожей, а на заказ можно было установить сиденья с четырёхуровневой поясничной поддержкой. Кроме того, M-класс в стандартной комплектации оснастили системой упреждающей защиты водителя и пассажиров PreSafe и особыми подголовниками NeckPro.
Изменения также коснулись и модельного ряда, хоть и незначительно: обновилась дизельная модель ML 420 CDI, ML 280 CDI переименовали в ML 300 CDI, ML 320 CDI в ML 350 CDI, а ML 420 CDI стал именоваться как ML 450 CDI. Все M-классы в стандартной комплектации по-прежнему оснащены полным приводом и семиступенчатой автоматической трансмиссией 7G-Tronic.
Модернизация также затронула и высокопроизводительную версию ML63 AMG, сделав его внешний вид ещё более внушительным и агрессивным. Автомобиль оснастили широкопрофильными шинами размерностью 295/40 R20, а по заказу — и вовсе 295/35 R21. Силовой агрегат остался без изменений.
В 2008 и 2009 годах в серию добавились модели, использующие технологию BlueTEC со впрыском мочевины для дизельных силовых агрегатов.

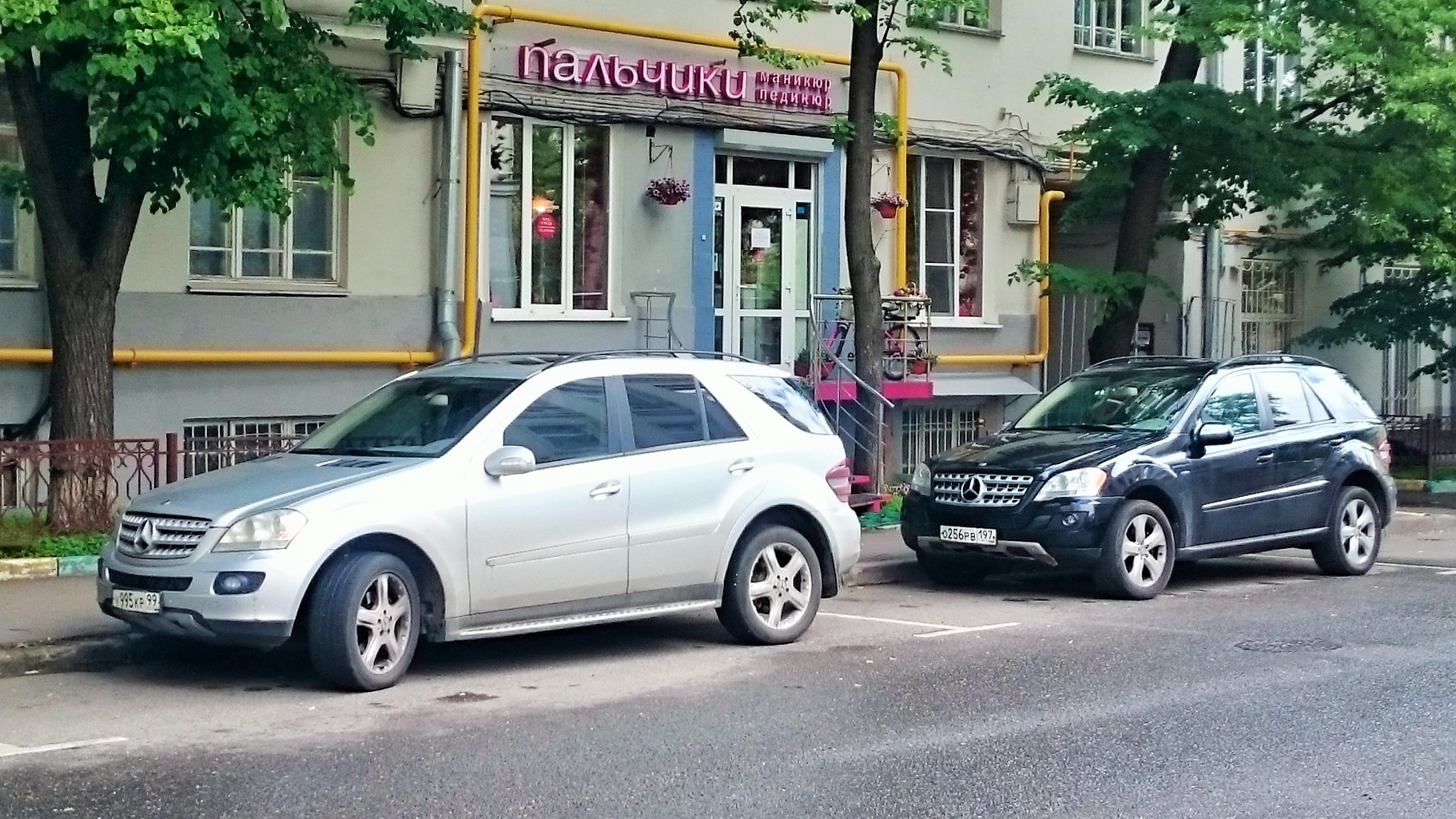
W164 до (слева) и после (справа) рестайлинга

На международном автосалоне в Нью-Йорке 2009 года компания Mercedes-Benz представила новый ML 450 Hybrid SUV, который был анонсирован 8 апреля того же года. Автомобиль оснастили несколькими двигателями: одним классическим ДВС и двумя электродвигателями, встроенными в корпус коробки передач и выполняющих разные задачи. Первый электромотор расположен ближе к двигателю внутреннего сгорания и предназначен для повышения производительности. Второй размещён на выходе редуктора и предназначен для трогания (исключительно на электрике) и ускорения. Для обслуживания всех двигателей были установлены три планетарные передачи и четыре муфты, которые управляется электронным блоком управления. Новая модель потребляла почти на 50 % меньше топлива, чем ML 550. При этом суммарная мощность достигала 335 л. с. (250 кВт), а крутящий момент составлял 517 Н·м. Расход топлива новой модификации в соответствии с замерами Агентства по охране окружающей среды США составлял 9.8 литра на 100 км по трассе и 11 литров по городу.
Производство второго поколения M-класса завершилось в 2011 году, а на смену ему пришёл автомобили серии Mercedes-Benz W166.

## Описание

### Экстерьер
Экстерьер автомобиля в сравнении с первым поколением M-класса подвергся значительной модернизации. Модель оснастили асферическими боковыми зеркалами в цвет кузова, противотуманными фарами и противотуманными задними фонарями, декоративными накладками в нижней части переднего и заднего бамперов, освещением прилегающего пространства (подсветка на нижней поверхности боковых зеркал), подсветкой в нижней кромке дверей, 4-я отражателями и теплозащитным тонированым остеклением зелёного цвета. Бамперы, молдинги и ручки дверей окрасили в цвет кузова.

#### Sportпакет
Как и для большинства других моделей компании для М-класса был доступен спорт-пакет, который включал:
- передний бампер AMG;
- хромированная отделка'
- особые пороги;
- задний бампер AMG;
- обивка салона Alcantara/ARTICO;
- спортивные сиденья спереди;'
- система управления и индикации COMMAND с навигационным модулем APS;
- легкосплавные колёсные диски в 5-спицевом дизайне;
- овальные выхлопные трубы в стиле AMG.

#### Offroad Proпакет
Дополнительный внедорожный пакет Offroad Pro предлагал покупателям ряд дополнительных опций, в которых входили:
- дифференциал заднего моста с блокировкой;
- демультипликатор с возможностью перехода на пониженный ряд передач во время движения;
- защита двигателя;
- компас;
- ручной режим для автоматической коробки передач;
- пятиступенчатая регулировка пневматической подвески AIRMATIC с системой адаптивного демпфирования (Adaptive Damping System).

#### AMGпакет
За дополнительную плату автомобиль мог быть оснащён пакетом заводского тюнинга от подразделения Mercedes-AMG. Стайлинг для нового Mercedes-Benz M-класса включает передний и задний спойлеры, окрашенные в цвет кузова и оформленные в характерном стиле AMG. Благодаря спойлеру и вертикальным вставкам из полированной стали передняя часть автомобиля выглядит шире и ниже. Большие округлые противотуманные фары в хромированном обрамлении с системой активного освещения на поворотах (дополнительное оборудование) и увеличенные воздухозаборники придают всему облику модели большую выразительность.
Четыре больших воздухозаборника, закрытые чёрной сеткой (как в гоночных автомобилях), подчеркивают динамичный характер автомобиля. Задний бампер также выполнен в стиле AMG: задняя защитная накладка, в оформлении которой преобладают вертикальные линии, имеет тот же дизайн, что и передняя. Рельефные вырезы для сдвоенных выхлопных труб выпускной системы делают заднюю часть автомобиля визуально шире. Специальная накладка из полированной стали защищает задний спойлер от царапин при погрузке и выгрузке багажа.
Дополняют AMG-пакет фирменные 19-дюймовые легкосплавные колёсные диски размером 8,5 x 19, покрытые лаком серебристого цвета и оформленные в классическом пятиспицевом дизайне. Все диски оснащаются низкопрофильными шинами размера 255/50 R 19.

### Интерьер

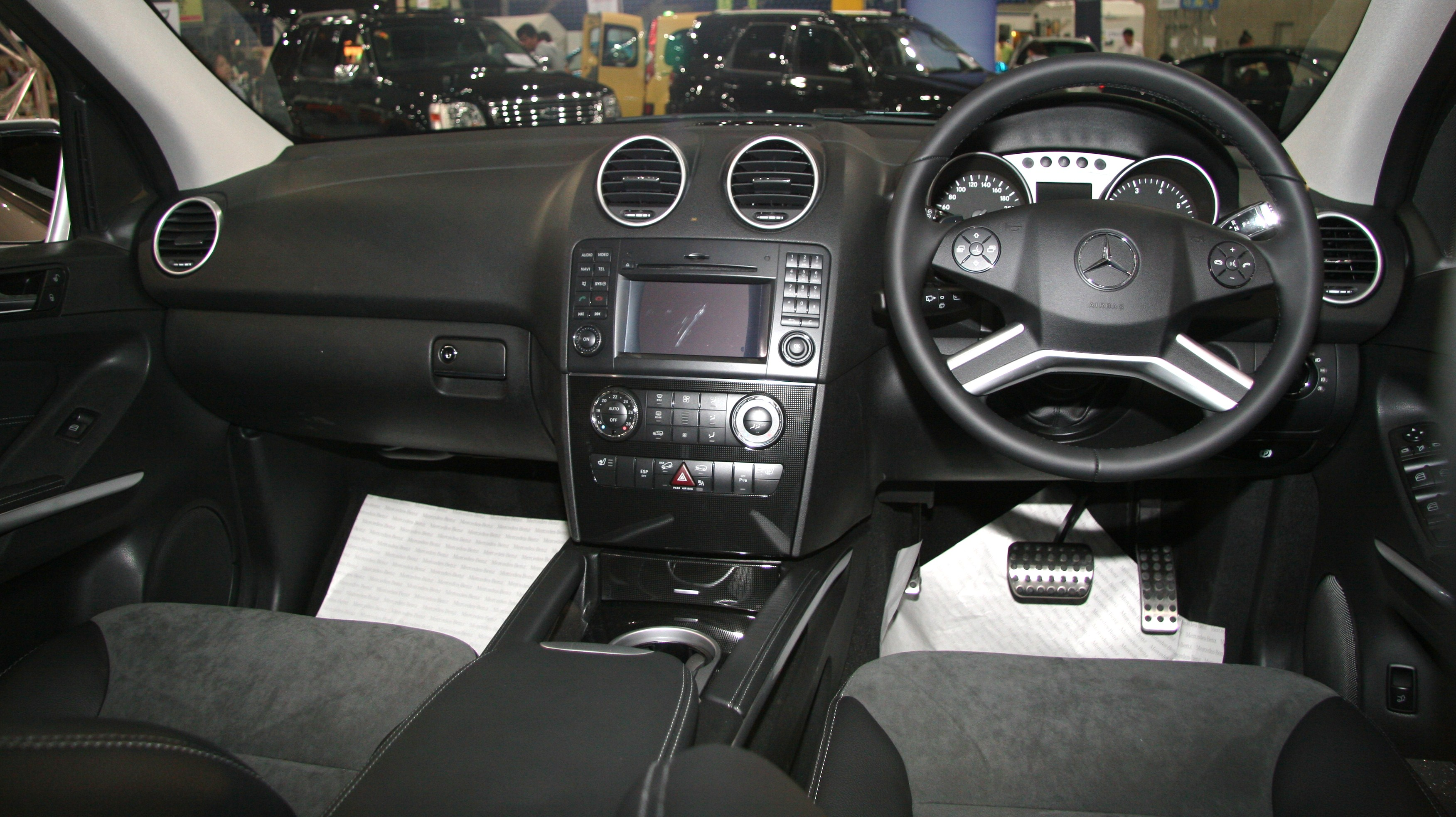
Интерьер автомобиля после рестайлинга

Интерьер нового M-класса был полностью переделан. При его производстве было использовано большое количество качественных материалов, приятных на ощупь. Значительно улучшилась вместительность для всех пассажиров автомобиля: расстояние между передними и задними сиденьями увеличилось на 15 мм, пространство для колен расширилось на 35 мм, а для локтей на 32 мм. По желанию клиента вместо стандартных передних сидений с электрической регулировкой высоты, положения спинки и угла наклона подушки, могли быть установлены спортивные сиденья со специальными контурами спинки. Подушки и спинки задних сидений имеют пропорции 63:37 и могут быть сложены вниз. В салоне установлены подлокотник впереди с двойным боксом и вентиляцией заднего сиденья, а также подлокотник сзади с боксом и подстаканником. Пороги автомобиля украшают накладки впереди и сзади (пластик с накладками из нержавеющей стали), впереди — с надписью «Mercedes Benz». Установлены подсветка нижней части салона впереди, подсветка салона в потолочном блоке с плавной регулировкой освещения, подсветка для чтения впереди и сзади, а также подсветка в багажнике. По желанию клиента можно было оснастить салон элементами отделки деревом ореха.
Во время рестайлинга 2008 года был переработан интерьер автомобиля. В модель установили новый руль, обновили материалы отделки (кожей могут обтянуть всю переднюю панель), интегрировали сиденья с более мощной боковой поддержкой и регулируемым по четырём направлениям поясничным подпором. В подголовники передних кресел стало возможно встроить 8-дюймовые дисплеи, а на заказ доступна 610-ваттная аудиосистема Harman Kardon.
Максимальная грузоподъемность новой модели составляет 2050 литров (по методике измерения VDA), что на 30 литров больше, чем у предшественника.

### Электрооборудование
В стандартное оснащение автомобиля входят электростеклоподъёмники, комбинированный воздушный фильтр, магнитола с CD и клавиатурой ввода, двухступенчатые подушки безопасности для водителя и переднего пассажира, оконные и боковые передние подушки безопасности, крепления для детских сидений Isofix на заднем сиденье справа и слева (с тремя страховочными петлями TopTether: слева, справа, посредине), многофункциональное рулевое колесо, комбинация приборов с бортовым компьютером, электрически регулируемые сиденья, очиститель фар, ABS, ESP, электрогидравлические тормоза SBC, круиз-контроль с регулировкой скорости, подогрев зеркал, датчики занятости кресел, тонированные стекла, датчик дождя, автоматическая 7-ступенчатая коробка передач, усилитель рулевого управления и центральный замок с иммобилайзером.
В качестве дополнительного оборудования доступны автоматический климат-контроль THERMATIC с остаточным использованием тепла двигателя, парктроники с датчиками парковки, мультимедиа-система COMAND APS с общеевропейской навигацией и поддержкой DVD, система размещения багажа EASY-PACK, резиновые коврики, пакет освещения салона, подогрев передних сидений, система омывателей ветрового стекла с подогревом и другие.
Во время рестайлинга была расширена базовая комплектация системами Pre-Safe, активными подголовниками и рейлингами на крыше.

### Безопасность
Системы безопасности автомобиля включали адаптивные двухступенчатые подушки безопасности для водителя и переднего пассажира, передние боковые и оконные подушки безопасности, а также натяжители ремней безопасности и ограничители силы ремней на всех сиденьях. В случае наезда на автомобиль сзади опциональные активные подголовники NECK-PRO обеспечивали дополнительную защиту водителя и переднего пассажира. Также на заказ была доступна упреждающая система защиты водителя и пассажиров PRE-SAFE.
Электронные системы безопасности включают систему контроля тяги (ABS), Brake Assist и программу электронной стабилизации (ESP), чьи датчики идентифицируют опасные манёвры вождения и могут работать в паре с системой PRE-SAFE.

#### EuroNCAP тесты
В 2008 году автомобиль прошёл тест безопасности EuroNCAP:
| Euro NCAP                                                | Euro NCAP | Euro NCAP | Euro NCAP |
| -------------------------------------------------------- | --------- | --------- | --------- |
| Рейтинги                                                 | Пассажир  |           | 34        |
| Рейтинги                                                 | Ребёнок   |           | 34        |
| Рейтинги                                                 | Пешеход   |           | 6         |
| Протестированная модель: Mercedes-Benz ML 320 CDI (2008) |           |           |           |

#### NHTSA тесты
Осенью 2005 года Национальное управление безопасностью движения на трассах США присвоило автомобилю Mercedes-Benz W164 пять звёзд из пяти возможных в тестах на боковое столкновение и опрокидывание транспортного средства.

#### IIHS тесты
В конце 2006 года, впервые включив в свою программу оценки внедорожники (SUV), Страховой институт дорожной безопасности США провёл краш-тесты автомобиля Mercedes-Benz W164, за прохождение которых он был удостоен звания «Самый безопасный автомобиль» в своём классе (англ. Top Safety Pick). В ходе тестирования безопасности автомобиль второго поколения Mercedes-Benz M-класса был подвергнут фронтальному и боковому столкновению. Специалисты из США также оценили уровень защиты от травм шеи при возникновении аварии сзади. Внедорожник набрал самые высокие оценки во всех трёх областях. Кроме того, впервые в качестве одного из обязательных критериев для получения оценки «Top Safety Pick» стало наличие системы электронной стабилизации, позволяющей снизить риск заноса при прохождении поворотов и удерживать машину на трассе в экстремальных условиях. Автомобиль W164 оснащалась такой системой в стандартной комплектации.

### Двигатели
На рынке Германии на момент дебюта второго поколения M-класса автомобили были доступны как с бензиновыми, так и с дизельными силовыми агрегатами в конфигурациях V6 и V8. Во время премьеры W164 состоялся дебют и нового дизельного двигателя V6 с системой Common Rail, пьезоэлектрическими форсунками и непосредственным впрыском топлива. Производительность модели ML 320 CDI составляла 165 кВт/224 л. с. с максимальным крутящим моментом в 510 Н·м при 1600 оборотах в минуту. Новый бензиновый двигатель ML 350 генерировал 200 кВт/272 л. с. мощности и 350 Н·м крутящего момента.
Для рынка США предлагались модели ML 350, ML 550, ML 63 AMG, ML 350 BlueTEC и ML 450 HYBRID, в котором двигатель от ML 350 был объединён с двумя электромоторами. Эта версия обладала сниженным потреблением топлива примерно на 20 % по сравнению с ML 350 и мощностью в 250 кВт. Кроме того, гибридная модификация может перемещаться только при помощи электромоторов на расстояние 2,5 км.

#### Бензиновые
|                                | ML 350                            | ML 450 HYBRID           | ML 500                            | ML 500                            | ML 63 AMG                         |
| Дата производства              | 2005-2011                         | 2010-2011               | 2005-2007                         | 2007-2011                         | 2006-2010                         |
| Расположение двигателя         | V-образный                        | V + электромотор        | V-образный                        | V-образный                        | V-образный                        |
| Количество цилиндров           | 6                                 | 6                       | 8                                 | 8                                 | 8                                 |
| Объём двигателя                | 3498 см³                          | 3498 см³                | 4966 см³                          | 5461 см³                          | 6208 см³                          |
| Мощность                       | 200 кВТ (272 л.с) при 6000 об/мин | 205+45 кВт (279+61 л.с) | 225 кВт (306 л.с) при 5600 об/мин | 285 кВт (388 л.с) при 6000 об/мин | 375 кВт (510 л.с) при 6800 об/мин |
| Максимальный крутящий момент   | 350 Н·м при 2400-5000 об/мин      | 517 Н·м                 | 460 Н·м при 2700-4750 об/мин      | 530 Н·м при 2800-4800 об/мин      | 630 Н·м при 5200 об/мин           |
| Привод                         | Полный, постоянный                | Полный, постоянный      | Полный, постоянный                | Полный, постоянный                | Полный, постоянный                |
| Разгон, 0-100 км/ч в сек       | 8,4                               | 8,2                     | 6,9                               | 5,8                               | 5,0                               |
| Макс. скорость, км/ч           | 225                               | 210                     | 240                               | 250 (ограничено электроникой)     | 250 (ограничено электроникой)     |
| Расход топлива в литрах/100 км | 11,4 Super                        | 7,7 Super               | 13,4 Super                        | 13,1 Super                        | 16,5 Super Plus                   |

#### Дизельные
|                              | ML 280 CDI                                                    | ML 300 CDI BlueEFFICIENCY                                     | ML 300 CDI BlueEFFICIENCY                                     | ML 320 CDI                                                    | ML 350 CDI                                                    | ML 350 CDI                                                    | ML 320 BlueTEC                                                | ML 420 CDI                                                    | ML 450 CDI                                                    |
| Дата производства            | 2005-2009                                                     | 2009                                                          | 2010-2011                                                     | 2005-2009                                                     | 2009                                                          | 2010-2011                                                     | 2009-2011                                                     | 2007-2009                                                     | 2009-2010                                                     |
| Расположение цилиндров       | V-образный дизельный двигатель c системой питания Common-Rail | V-образный дизельный двигатель c системой питания Common-Rail | V-образный дизельный двигатель c системой питания Common-Rail | V-образный дизельный двигатель c системой питания Common-Rail | V-образный дизельный двигатель c системой питания Common-Rail | V-образный дизельный двигатель c системой питания Common-Rail | V-образный дизельный двигатель c системой питания Common-Rail | V-образный дизельный двигатель c системой питания Common-Rail | V-образный дизельный двигатель c системой питания Common-Rail |
| Количество цилиндров         | 6                                                             | 6                                                             | 6                                                             | 6                                                             | 6                                                             | 6                                                             | 6                                                             | 8                                                             | 8                                                             |
| Объем двигателя              | 2987 см³                                                      | 2987 см³                                                      | 2987 см³                                                      | 2987 см³                                                      | 2987 см³                                                      | 2987 см³                                                      | 2987 см³                                                      | 3996 см³                                                      | 3996 см³                                                      |
| Мощность                     | 140 кВт (190 л. с.) при 4000 об/мин                           | 140 кВт (190 л. с.) при 4000 об/мин                           | 150 кВт (204 л. с.) при 4000/min                              | 165 кВт (224 л. с.) при 3800 об/мин                           | 165 кВт (224 л. с.) при 3800 об/мин                           | 170 кВт (231 л. с.) при 3800 об/мин                           | 155 кВт (211 л. с.) при 3400 об/мин                           | 225 кВт (306 л. с.) при 3600 об/мин                           | 225 кВт (306 л. с.) при 3600 об/мин                           |
| Максимальный крутящий комент | 440 Н·м при 1400—2800 об/мин                                  | 440 Н·м при 1400—2800 об/мин                                  | 500 Н·м при 1400—2400 об/мин                                  | 510 Н·м при 1600—2800 об/мин                                  | 510 Н·м при 1600—2800 об/мин                                  | 540 Н·м при 1600—2400 об/мин                                  | 540 Н·м при 1600—2400 об/мин                                  | 700 Н·м при 2000—2600 об/мин                                  | 700 Н·м при 2000—2600 об/мин                                  |
| Привод                       | Полный, постоянный                                            | Полный, постоянный                                            | Полный, постоянный                                            | Полный, постоянный                                            | Полный, постоянный                                            | Полный, постоянный                                            | Полный, постоянный                                            | Полный, постоянный                                            | Полный, постоянный                                            |
| Разгон, 0-100 км/ч в сек     | 9,8                                                           | 9,8                                                           | 8,2                                                           | 8,6                                                           | 8,6                                                           | 7,3                                                           | 8,7                                                           | 6,5                                                           | 6,5                                                           |
| Макс. скорость, км/ч         | 205                                                           | 205                                                           | 210                                                           | 215                                                           | 215                                                           | 220                                                           | 210                                                           | 235                                                           | 235                                                           |
| Расход топлива в л/100 км    | 9,6 дизельное топливо                                         | 8,4 дизельное топливо                                         | 8,4 дизельное топливо                                         | 9,6 дизельное топливо                                         | 8,9 дизельное топливо                                         | 8,9 дизельное топливо                                         | 8,7 дизельное топливо                                         | 11,2 дизельное топливо                                        | 10,6 дизельное топливо                                        |

### Колёса
В стандартной комплектации автомобиль оснащался легкосплавными колёсными дисками с широкопрофильными шинами размера 235/65 R17 (V6 модели) или 255/55 R18 (V8 модель).

## Модификации

### ML63 AMG

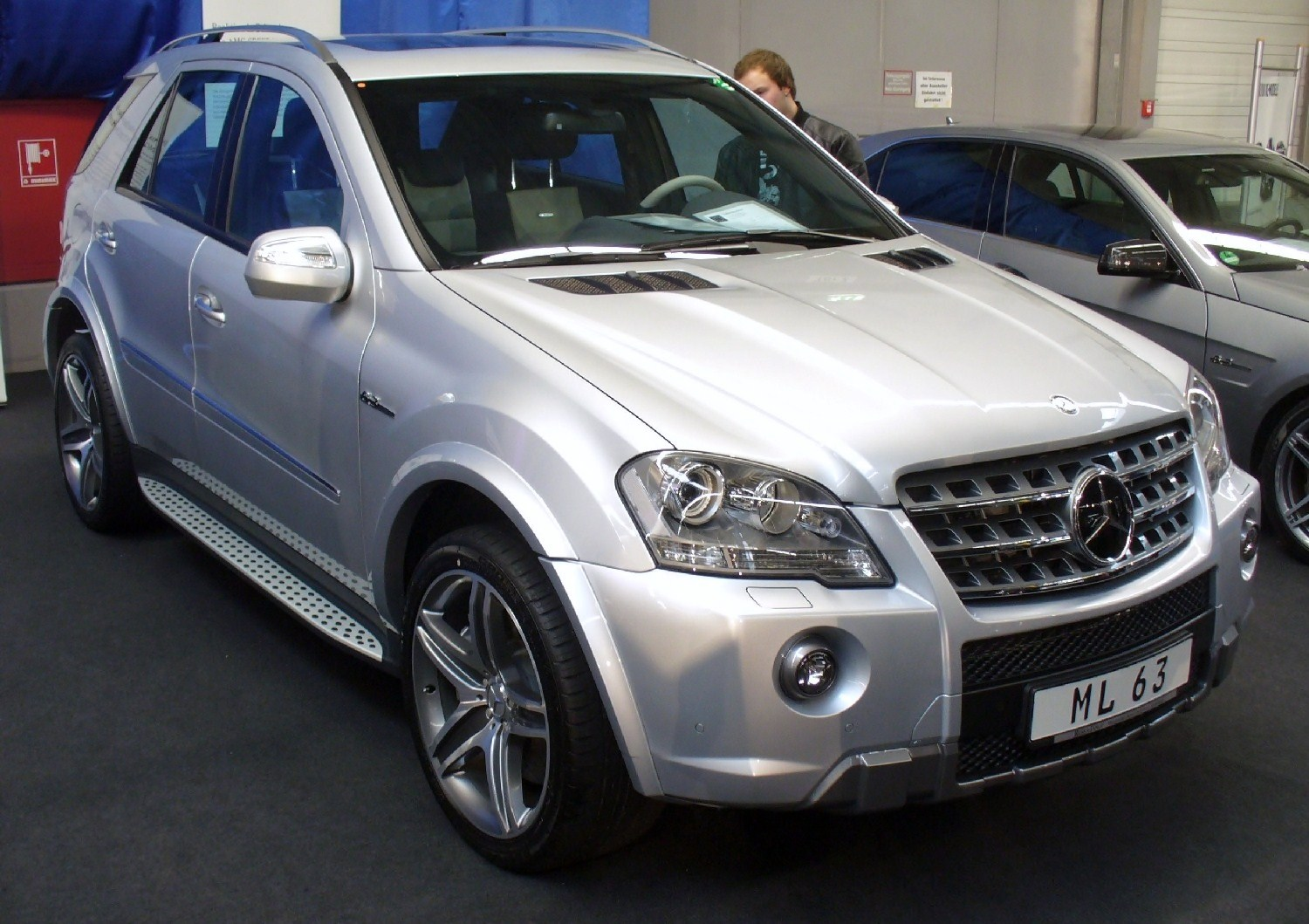
Mercedes-Benz ML63 AMG (W164)

Второе поколение внедорожника Mercedes ML в исполнении AMG было представлено в 2006 году на международном автосалоне NAIAS в Детройте. Габариты автомобиля стали ещё больше, что отразилось на снаряженной массе модели — она увеличилась до 2310 кг. Но инженеры компании поработали и над силовым агрегатом. Новый двигатель V8 серии M156 рабочим объёмом в 6208 см3 обладал мощностью в 510 лошадиных сил и 630 Н·м. Одновременно тягу на обе оси передавал доработанная семиступенчатая автоматическая коробка передач 7G-Tronic с оригинальной программой управления. Скорость разгона с 0 до 100 км/ч уменьшилось до 5 секунд, а максимальная скорость увеличилась до 250 км час (электронное ограничение). Также инженерами подразделения Mercedes-AMG была проведена колоссальная работа по модернизации подвески, что сделало ML 63 AMG приятнее в управлении, ещё более устойчивым и комфортабельным.
С 2006 по 2011 годы компания выпустила более 13 тысяч автомобилей Mercedes-Benz ML63 AMG.

## Специальные издания

### Edition 10

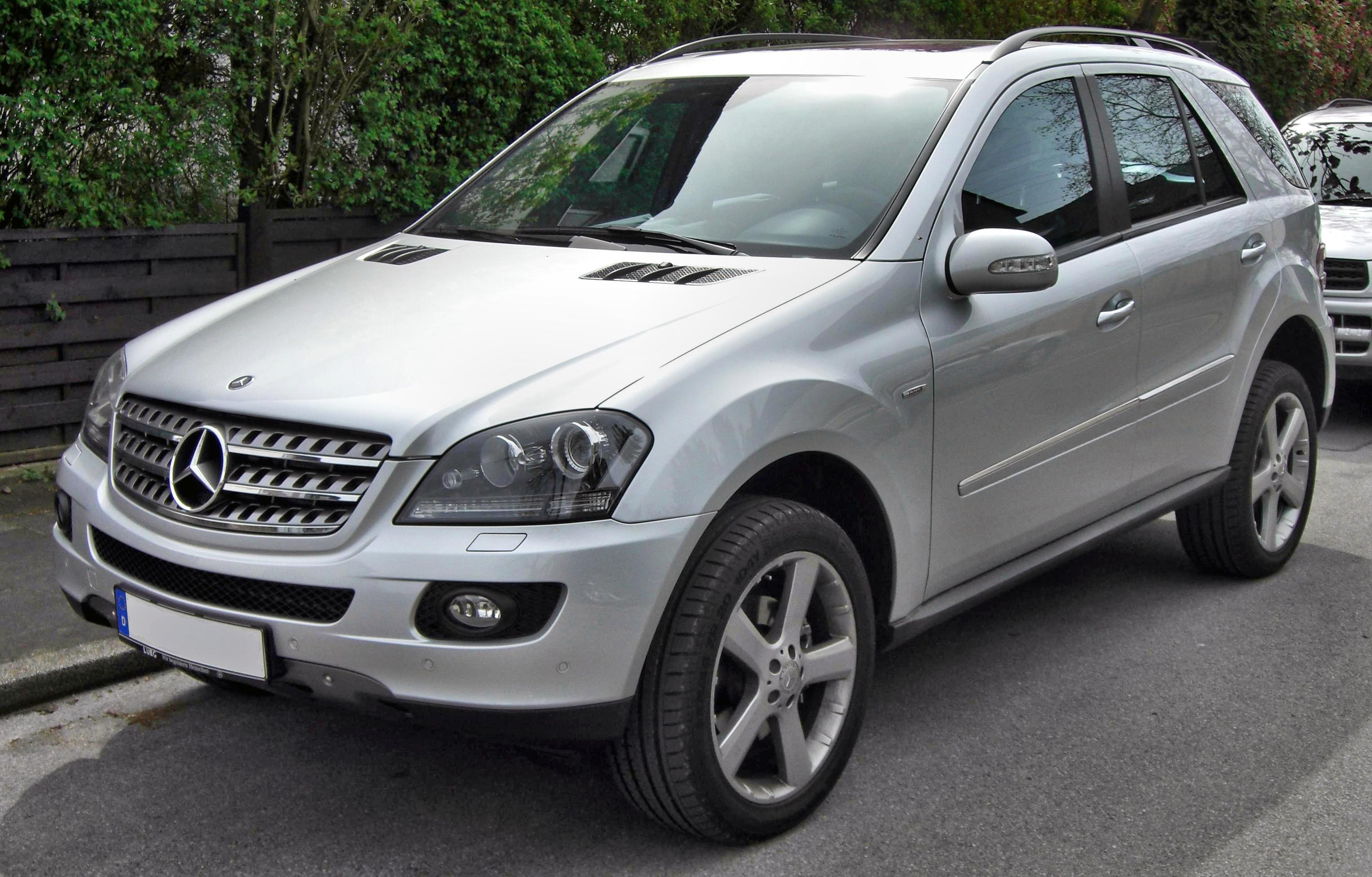
Mercedes-Benz ML 280 CDI Edition 10 (2007—2008)

В период с конца 2007 и середины 2008 года существовала специальная версия W164 под названием Edition 10 («10-е издание»). Серия, состоящая из 5-и моделей (ML 420 CDI 4MATIC, ML 280 CDI, ML 320 CDI, ML 350, ML 500), посвящена десятой годовщине M-класса. В число отличий от стандартной модели входят: 20-дюймовые легкосплавные диски серебряного цвета, затемнённые корпуса для передней оптики и противотуманных фар, оформление переднего и заднего бампера, а также решётки радиатора под титан, сдвоенные выхлопные трубы квадратной формы, тонированные стёкла, отделка хромом, биксеноновые фары, интерьер с двухцветной (чёрный и бежевый) полной кожаной отделкой, спортивные приборы, педали из нержавеющей стали, шильдики и коврики с указанием особой серии.
Заказы на автомобиль компания начала принимать с осени 2007 года.

### Grand Edition
Mercedes-Benz ML 300 CDI 4MATIC Grand Edition
С мая 2010 года до остановки производства в июне 2011 года выпускалась специальная модель Grand Edition. Изменения относительно стандартной модели включали светодиодные фары дневного света, 19-дюймовые легкосплавные диски в Y-спицевом дизайне, тонированные теплоизоляционные стёкла, затемнённые фары и задние фонарии, а также решётку радиатора в стиле AMG. Кроме того, данная модель имела защиту алюминиевого днища спереди и сзади. На заказ можно было установить 20-дюймове диски.
В интерьере специального издания Mercedes Benz присутствует деревянная отделка из высококачественного тополя и чёрная крыша. В салоне установлена фирменная подсветка, освещающая обивку из искусственной кожи Artico. AMG спортивное рулевое колесо в коже с подрулевыми переключателями, спортивные педали из матовой нержавеющей стали с резиновыми вставками и стальные панели на выходных дверях завершают уникальный вид данной серии.
Модельный ряд специального издания включает ML 300 CDI 4MATIC BlueEFFICIENCY, ML 350 CDI 4MATIC, ML 350 BlueTEC 4MATIC, ML 450 CDI 4MATIC, ML 350 4MATIC и ML 500 4MATIC. Стартовая цена на автомобиль составляла 42 100 евро.